# Nadia Boulanger
Juliette Nadia Boulanger (16 de setembro de 1887 - 22 de outubro de 1979) foi uma compositora francesa de música erudita e renomada educadora musical. Foi professora de diversos compositores de grande relevância no século XX.
Nadia era filha Ernst Boulanger, compositor e professor do Conservatório de Paris. Sua mãe, de origem russa, foi aluna de seu pai em Paris, antes de se casarem.
Nadia Boulanger entrou para o Conservatório de Paris com a idade de 10 anos, para estudar harmonia e composição. Ela chamou a atenção do mundo quando, em 1908, concorreu ao Prêmio de Roma escrevendo uma fuga instrumental na primeira fase, quando era exigida uma fuga vocal. Mesmo assim ela foi classificada pelo júri, ganhando o segundo-prêmio.
Na década de 1920 ela parou de compor, chocada pela morte de sua irmã Lili Boulanger, que considerava uma compositora muito mais talentosa. A partir de então Nádia dedicou-se a dar aulas e promover a obra de sua irmã.
O primeiro cargo oficial como professora foi no Conservatoire Femina Musique, de Paris, onde assumiu uma cadeira de piano em 1907. Mas já dava aulas particulares desde 1903. Tornou-se uma das maiores professoras de composição do século XX, e foi a primeira mulher a destacar-se como regente. Entre 1920 e 1939 regeu as cadeiras de harmonia, contraponto, história da música, análise musical, órgão e composição na Ecole Normale de Musique. Foi fundadora do Conservatório Americano de Música em Fontaineblau em 1921, assumindo sua direção em 1948. Entre 1946-1957 foi titular de piano acompanhador no Conservatório de Paris.

## Alunos
Alguns de seus alunos foram:
- Aaron Copland
- Albert Alan Owen
- Almeida Prado
- Ástor Piazzolla
- Burt Bacharach
- Charles Strouse
- Cláudio Santoro
- Clifford Curzon
- Daniel Barenboim
- David Conte
- David Diamond
- David Ward-Steinman
- David Wilde
- Diane Bish
- Dinu Lipatti
- Douglas Stuart Moore
- Easley Blackwood Jr.
- Egberto Gismonti
- Elie Siegmeister
- Elliott Carter
- Gian Carlo Menotti
- Ginette Neveu
- Harold Shapero
- Henryk Szeryng
- Howard Swanson
- Idil Biret
- Igor Stravinsky
- Jean Françaix
- Kazimierz Serocki
- John Eliot Gardiner
- Lennox Berkeley
- Leonard Bernstein
- Marcelle de Manziarly
- Marc Blitzstein
- Mozart Camargo Guarnieri
- Ned Rorem
- Quincy Jones
- Ralph Kirkpatrick
- Peter Hill
- Philip Glass
- Richard Stoker
- Robert Russell Bennett
- Roy Harris
- Stanislaw Skrowaczewski
- Walter Piston
- William Sloane Coffin
- Witold Lutoslawski
- Wojciech Kilar
- Virgil Thomson